# 49 Huculski Pułk Strzelców

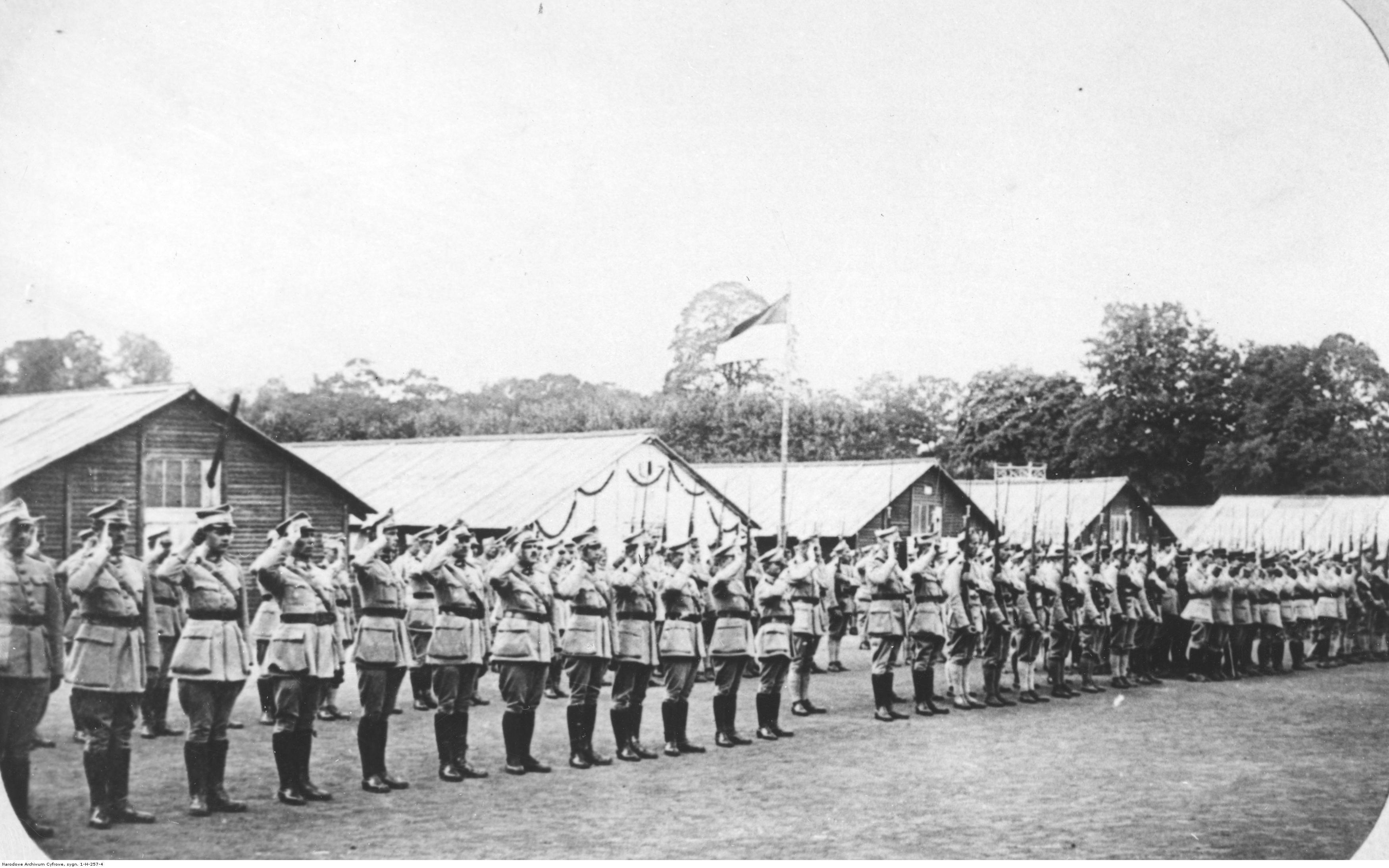
Armia Polska we Francji – ośrodek wyszkolenia w Quintin – przegląd szkoły podoficerskiej; 1918

49 Huculski Pułk Strzelców (49 pp) – oddział piechoty Armii Polskiej we Francji i Wojska Polskiego w II Rzeczypospolitej.
Pułk sformowany został na początku kwietnia 1919 we Francji jako 3 pułk instrukcyjny na bazie utworzonych w styczniu tegoż roku w miejscowościach Quintin i Potique trzech kompanii instrukcyjnych.
Już 20 maja przetransportowany transportem kolejowym do Kutna, przeszedł w rejon Brześcia Kujawskiego i obsadził odcinek polsko-niemieckiej linii rozjemczej.
W sierpniu pułk zmienił nazwę na 15 pułk strzelców pieszych, a w ramach łączenia Armii Polskiej gen. Józefa Hallera z Wojskiem Polskim w kraju przemianowany został na 149 pułk piechoty strzelców kresowych.
W wojnie polski-bolszewickiej pułk walczył w składzie 18 Dywizji Piechoty na froncie południowo-wschodnim, nad Wkrą i na Polesiu.
W okresie międzywojennym stacjonował w Kołomyi. W 1938 pułk przemianowany został na 49 Huculski pułk strzelców.
W 1939 roku walczył w składzie macierzystej 11 Karpackiej Dywizji Piechoty.

## Formowanie i zmiany organizacyjne
W styczniu 1919 roku w Quintin i Potigne zostały zorganizowane trzy polskie kompanie instrukcyjne, którym nadano kolejne numery: 27, 28 i 29. Następnie wspomniane pododdziały zostały rozmieszczone w okolicy Sene: 27 kompania pod dowództwem porucznika Glanowskiego w Ervi, 28 kompania pod dowództwem kapitana Antoniego Bartmańskiego w Sermeri, a 29 kompania pod dowództwem porucznika Adama Nadachowskiego w Montfey i Racines. W kwietniu, po wcieleniu uzupełnień i przejęciu całego materiału od francuskiego 344 rezerwowego pułku piechoty, kompanie rozwinęły się w trzy bataliony, z których powstał 3 pułk instrukcyjny należący do Dywizji Instrukcyjnej.
W trzeciej dekadzie maja 1919 roku pułk został przetransportowany koleją przez Niemcy do Kutna, a następnie obsadził linię demarkacyjną w rejonie Brześcia Kujawskiego. 1 sierpnia został włączony w skład 8 Dywizji Strzelców, jako 15 pułk strzelców pieszych. W międzyczasie pułk przegrupował się do rejonu Pułtuska, a później Mławy. We wrześniu 1919 roku, w wyniku scalenia Armii generała Hallera z armia krajową, pułk został zaliczony do jednostek rezerwowych i przemianowany na 149 pułk piechoty Strzelców Kresowych.
W drugiej dekadzie grudnia 1919 roku pułk został przetransportowany do Borszczowa, gdzie wszedł w skład Grupy generała Krajowskiego, a następnie został skierowany do rejonu Kamieńca Podolskiego, gdzie przygotowywał obronę nad Uszycą. W trzeciej dekadzie lutego pułk został wysunięty nad rzekę Kalus, gdzie nawiązał bezpośrednią styczność z oddziałami Armii Czerwonej. W końcu marca 1920 roku oddział został wcielony do 18 Dywizji Piechoty jako 49 pułk piechoty.
W grudniu 1919 batalion zapasowy pułku stacjonował w Dolinie.
| Obsada personalna pułku w 1920 | Obsada personalna pułku w 1920             |
| Stanowisko                     | Stopień, imię i nazwisko                   |
| ------------------------------ | ------------------------------------------ |
| Dowódca                        | mjr Antoni Bartmański (IV – V)             |
| Dowódca                        | kpt. Adam Tadeusz Nadachowski              |
| Dowódca                        | ppłk Henryk Staszkiewicz                   |
| Adiutant                       | por. Stanisław Zając                       |
| Adiutant                       | ppor. Stanisław Kosina                     |
| Oficer łączności               | ppor. Józef Sokołowski                     |
| Oficer broni                   | ppor. Stefan Adamski                       |
| Lekarz                         | por. lek. dr Fryderyk Krieger              |
| Lekarz                         | por. lek. Józef Woźniakowski               |
| Kapelan                        | ks. Stanisław Capecki                      |
| Dowódca I batalionu            | kpt. Adam Tadeusz Nadachowski (IV)         |
| Dowódca I batalionu            | por. Władysław Pawlak (V)                  |
| Dowódca I batalionu            | kpt. Adam Tadeusz Nadachowski (V VI)       |
| Dowódca I batalionu            | por. Franciszek Galisiewicz († 27 VI)      |
| Dowódca I batalionu            | por. Jan Zdanowicz (do 27 VI)              |
| Dowódca I batalionu            | por. Stanisław Augusiewicz († 19 VII)      |
| Dowódca I batalionu            | kpt. Antoni Glanowski                      |
| Oficer prowiantowy             | ppor./por. Hieronim Oloś                   |
| Oficer gospodarczy             | ppor. prow. Zygmunt Wiśniewski (do 18 VII) |
| Oficer gospodarczy             | ppor. Wilhelm Galof                        |
| Lekarz                         | ppor. Jan Knycz († 27 VI)                  |
| Dowódca 1 kompanii             | por. Franciszek Galisiewicz                |
| Dowódca 1 kompanii             | ppor. Antoni Wiktorowski                   |
| Dowódca 2 kompanii             | ppor. Antoni Bartnicki (do 18 VII)         |
| Dowódca 2 kompanii             | ppor, Zygmunt Chodorowski (do 18 VII)      |
| Dowódca 3 kompanii             | ppor. Feliks Cywiński (ranny 9 IV)         |
| Dowódca 4 kompanii             | ppor. Arnold Nowosielski (†27 VI)          |
| Dowódca 1 kompanii km          | N.N.                                       |
| Dowódca II batalionu           | por. Jan Zdanowicz (IV)                    |
| Dowódca II batalionu           | kpt. Szymon Kocur                          |
| Dowódca II batalionu           | kpt. Eustachy Napołoszczyca (V – VI)       |
| Dowódca II batalionu           | kpt. Szymon Kocur                          |
| Dowódca II batalionu           | por. Michał Łapiński                       |
| Adiutant                       | ppor. Józef Tymków                         |
| Adiutant                       | ppor. Stefan Jóźwik (ranny 19 VII)         |
| Oficer prowiantowy             | ppor. Józef Augustynek                     |
| Oficer gospodarczy             | ppor. prow. Józef Wijata († 18 VII         |
| Dowódca 5 kompanii             | por. Józef Harasimczuk                     |
| Dowódca 5 kompanii             | ppor. Stanisław Śniba                      |
| Dowódca 5 kompanii             | por. Beniamin Falek                        |
| Dowódca 5 kompanii             | ppor. Kazimierz Madej                      |
| Dowódca 5 kompanii             | por. Stanisław Chludziński                 |
| Dowódca 5 kompanii             | por. Ryszard Wybraniec                     |
| Dowódca 6 kompanii             | ppor. Adam Rusinek                         |
| Dowódca plutonu                | ppor. Konrad Sztwiertnia                   |
| Dowódca 7 kompanii             | ppor. Julian Siedlecki                     |
| Dowódca 7 kompanii             | ppor. Aleksander Kijanowski (rany 19 VII)  |
| Dowódca 7 kompanii             | ppor. Stefan Jóźwik                        |
| Dowódca 7 kompanii             | ppor. Władysław Bartkowski                 |
| Dowódca 8 kompanii             | por. Antoni Wiktorowski (do 25 VII)        |
| Dowódca 8 kompanii             | ppor. Zygmunt Rutkowski († 1 VIII)         |
| Dowódca 8 kompanii             | ppor. Stanisław Kosicki (ranny 2 VIII)     |
| Dowódca plutonu                | ppor. Feliks Lasocki                       |
| Dowódca 2 kompanii km          | ppor. Władysław Kudła                      |
| Dowódca 2 kompanii km          | ppor. Jerzy Spira                          |
| Oficer baonu (dowódca plutonu) | ppor. Czesław Łabudziński                  |
| Dowódca III batalionu          | kpt. Klemens Mościcki († 19 VII)           |
| Dowódca III batalionu          | kpt. Józef Rumszewicz                      |
| Adiutant                       | ppor. Walerian Mercik                      |
| Oficer gospodarczy             | ppor. Kazimierz Pluta                      |
| Oficer prowiantowy             | ppor. Feliks Dukolski                      |
| Lekarz                         | ppor. podlek. Stanisław Karasiński         |
| Dowódca 9 kompanii             | por. Michał Łapiński (ranny 18 VII)        |
| Dowódca 9 kompanii             | ppor. Walerian Mercik                      |
| Dowódca 10 kompanii            | ppor. [Antoni?] Wiktorowski                |
| Dowódca plutonu                | ppor. Stefan Pióro                         |
| Dowódca 11 kompanii            | por. Feliks Opioła                         |
| Dowódca 12 kompanii            | por. Antoni Mohysz                         |
| Dowódca 12 kompanii            | ppor. Julian Siedlecki                     |
| Dowódca 3 kompanii km          | st. sierż. Miedziński                      |
| Oficer baonu                   | pchor. Henryk Kolonista († 25 VII)         |
| Oficer baonu                   | pchor. Zadąbrowski                         |
| Dowódca kompanii technicznej   | por. Kazimierz Tabaczyński († 19 VII)      |
| Oficer pułku                   | kpt. Czesław Kwiatkowski                   |
| Oficer pułku                   | kpt. Józef Szafir                          |
| Oficer pułku                   | ppor. Jan Etande                           |
| Oficer pułku                   | ppor. Huss                                 |
| Oficer pułku                   | ppor. Marceli Kosowski                     |
| Oficer pułku                   | ppor. Marian Piątkowski                    |
| Oficer pułku                   | ppor. Sieradzki                            |

## Pułk w walce o granice

### Na froncie południowo-wschodnim
Z dniem 8 grudnia 1919 pułk został przydzielony do grupy wojsk dowodzonej przez gen. Franciszka Krajowskiego. Z końcem roku pułk wyjechał z Borszczowa w rejon Kamieńca Podolskiego. Tam nad Uszycą, a potem nad rzeką Kalus, przygotowywał linię obrony.
25 lutego 1920, gdy przez ugrupowanie pułku przeszły na tyły resztki oddziałów białego rosyjskiego generała Mikołaja Bredowa. W tym też dniu ubezpieczenia pułku zetknęły się po raz pierwszy z wojskami bolszewickimi. Następnie, razem z 42 i 145 pułkami piechoty, przy wsparciu 6 baterii 18 pap pułk przeprowadził wypady na Zamiechów, Jełtuszków i Wierzbowiec oraz bronił się w Kuczy i Słobódce Kuczyskiej. Stracił w zabitych dwóch oficerów i 15 szeregowych. W końcu marca 1920 roku oddział został wcielony do 18 Dywizji Piechoty jako 49 pułk piechoty.
1 kwietnia nie wytrzymały uderzenia bolszewików, znajdujące się na prawym skrzydle pułku, ukraińskie oddziały płk. Aleksandra Udowiczenki. Nieprzyjaciel wyszedł na tyły 49 pp. Sytuację uratował kontratak 7 i 8 kompanii III batalionu. Widmo okrążenia zostało oddalone. W kolejnych dniach bolszewicy wznawiali natarcie. W dniach 6–8 kwietnia pułk został zmuszony opuszczać wsie: Iwankowce Chreptyjowskie, Borsukowce, Słobódkę i Kuryżycę. I batalionowi udało się utrzymać wieś Kuczę. 10 kwietnia Kucza stała się pozycją wyjściową do wyprowadzenia uderzenia 49 i 145 pułków piechoty. Utracony teren został odzyskany, a pułk zdobył jedno działo, 12 karabinów maszynowych, część taborów oraz wziął do niewoli około 200 jeńców. Ranny został ppor. Cywiński, kilkunastu szeregowych zostało zabitych, a kilkudziesięciu rannych.
25 kwietnia 1920 ruszyła „wyprawa kijowska”. Pułk, wraz z ukraińskimi oddziałami płk. Udowiczenki, wkroczył do Mohylewa Podolskiego, a następnie prowadził walki pod Zmierzynką i Wapniarką.
W końcu maja kontrofensywa konnej armii Budionnego zmusiła wojska polskie do odwrotu. Pułk przemaszerował pod Niemirów i 6 czerwca III batalionem, wspólnie z 42 pułkiem piechoty, uderzył na Nowo Żytów. Bataliony I i II obsadziły rzekę Sob oraz wsie Kolnik i Daszów.
12 czerwca, zagrożona oskrzydleniem przez kozaków Budionnego, 6 Armia otrzymała rozkaz odwrotu z Ukrainy. W czasie ośmiodniowego marszu pułk stoczył potyczkę z kozakami pod Waniaczem i 20 czerwca obsadził zachodni brzeg Bohu pod Latyczowem. Na rubieży rzeki stosował obronę aktywną. 9 kompania III batalionu zorganizowała w nocy z 21 na 22 czerwca wypad na pododdziały bolszewickie zgrupowane we wsi Bohny. Zdobyła 2 działa, 3 karabiny maszynowe, tabory i wzięła 26 jeńców. Wypad na Spiczyńce I/49 pp skończył się tragicznie. Batalion otoczony przez brygadę kawalerii, po dwugodzinnej walce, poszedł w rozsypkę. W walce na białą broń grupy żołnierzy przebijały się na Nową Sieniawkę. Batalion utracił 4 oficerów oraz 150 szeregowych zabitych, rannych i wziętych do niewoli.
Tymczasem bolszewicka armia Budionnego zajęła Korzec i parła na Lwów. Polska 6 Armia otrzymała rozkaz uderzenia na tyły Sowietów i nawiązania kontaktu operacyjnego z 2 Armią. 3 lipca, po uciążliwym marszu, 49 pułk piechoty zajął wsie: Hryców i Kurhanówkę. Wieczorem uderzył na Makiejowce, wziął jeńców oraz zdobyły 3 działa i 5 karabinów maszynowych. Następnego dnia pułk zdobył Wołkowce i już bez walki dotarł do Zasławia. Tu nawiązał kontakt z pododdziałami Grupy gen. Pawła Szymanowskiego. Po dwóch dniach odpoczynku pułk, działając jako awangarda 18 Dywizji Piechoty, w południe 7 lipca zajął Ostróg, zdobywając 2 działa i 1 karabin maszynowy, oraz uwolnił polskich jeńców ze 105 pułku piechoty. Przez cały dzień broniono miejscowości. Wieczorem gen Krajowski zdecydował opuścić Ostróg. Dalej walcząc na osi Buderyż, Bondary, Obgów, Antonowce osiągnął 11 lipca rejon Szepietyna nad Ikwą.
Rankiem 13 lipca 18 Dywizja ruszyła na Dubno.
W straży przedniej dowódca XXXVI Brygady Piechoty prowadził dwa bataliony 49 pułku piechoty, wzmocnione bateriami 18 pap. 49 pułk piechoty uderzył na oddziały 11 Dywizji Kawalerii blokujące fort Zahorce i odrzucił je na północ. Dowódca obrony fortu, mjr Matczyński, witał radośnie swoich oswobodzicieli. Jego pododdziały – batalion zapasowy 50 pułku piechoty i 2/VIII kompania saperów walczyły w okrążeniu resztami sił.
Odblokowanie fortu nie zakończyło jednak walk w jego otoczeniu. I/49 pułku piechoty obsadził wzgórza na zachód od fortu i walczył jeszcze kilka godzin z kontratakującymi kozakami. W walkach tych został ranny dowódca 49 pp, kpt. Adam Nadachowski, a dowództwo objął kpt. Szymon Kocur. Pod jego dowództwem wyprowadzono natarcie na Tarakanowo. Po krótkiej walce zdobyto dwa ckm, kilka wozów amunicyjnych i sanitarnych oraz kilka luźnych koni. Kolejną rubież obrony bolszewicy zorganizowali w oparciu o wzniesienia na północ od Tarakanowa i przedmieścia Dubna („Park Palestyna”). Atak 49 pp, wsparty ogniem artylerii, nie zdołał ich stamtąd odrzucić.
Straty pułku wyniosły 16 szeregowych zabitych oraz 2 oficerów i około 40 żołnierzy rannych.
W tym czasie pozostawiony nad Ikwą III/49 pułku piechoty zajął wsie: Sudobiczyn, Straktów i Wolicę. Zdobył 7 karabinów maszynowych i tabory. Jednak po ciężkiej całodziennej walce batalion zmuszony został do wycofania się na pozycje wyjściowe. Straty wyniosły 23 zabitych i 48 rannych.
O świcie 16 lipca wyszło drugie uderzenie na Dubno. W tym czasie XXXVI BP w składzie 49 pułk piechoty z I/18 pułku artylerii polowej ruszyła przez Sady na Chorupań. Natarcie 49 pułku piechoty na miejscowość wywołało gwałtowny kontratak około 800 jeźdźców z 14 Dywizji Kawalerii. Celny ogień I/18 pap, prowadzony z najbliższych odległości, spowodował załamanie bolszewickiej szarży, a salwy III/49 pp ścigały odchodzącego nieprzyjaciela ogniem karabinów maszynowych. Po odparciu kontrataku zaatakował cały 49 pułk piechoty i zdobył Chorupań i Hołowczyny. Zginęło ponad 100 bolszewików, w tym trzech dowódców pułków, zdobyto 2 karabiny maszynowe i kilkanaście koni. III/49 pp miał 9 zabitych i 25 rannych.
O 18.00 wyszło kolejne, tym razem zsynchronizowane, natarcie obu brygad na Dubno. Z Chorupania przez Niemców i Miatyń nacierała XXXVI BP. Zaskoczony nieprzyjaciel wycofał się z Dubna, a ścigany ogniem polskiej artylerii poniósł duże straty. Około 21.00 Dubno zostało zdobyte.
Tymczasem w nocy z 16 na 17 lipca gen. Krajowski zdecydował o wymarszu 49 i 144 pp z Dubna do rejonu Chorupania i Gołowczyc. 144 i 49 pp były zmuszone ponownie atakować Chorupań.
Walki obronne trwały trzy dni. Nieustanne ataki kawalerii kozackiej, wspomaganej przez piechotę i samochody pancerne zostały odparte. Pułk w walce stracił 27 oficerów i 650 szeregowych w zabitych, rannych, zaginionych i wziętych do niewoli.
Przejście zaś na zachodni brzeg Ikwy sowieckiej 45 Dywizji Strzeleckiej stawiałoby w trudnym położeniu wyczerpaną walkami 18 Dywizję Piechoty. Podchodzenie nowych sił sowieckich, duże straty, brak kontaktu z 2 Armią i obecność 4 Dywizji Kawalerii na tyłach spowodowały, że gen. Krajowski późnym wieczorem 19 lipca podjął decyzję przerwania bitwy i wycofania dywizji do rejonu Werba – Białogródek. Nad ranem 20 lipca opuszczono Chorupań i Dubno.
49 pułk piechoty rano 20 lipca rozbił we wsi Sady oddział kozacki. W dalszym marszu stanowił straż tylną dywizji. Następnego dnia w Radziwiłłowie na pułk czekało uzupełnienie oficerskie. Wieczorem 22 lipca dywizja podjęła ponownie marsz na Dubno i dalej na Krzemieniec. Idący na czele dywizji I/49 pp zdobył nad ranem 23 lipca Iwanie Puste. Tu dywizja czekała cały dzień na współdziałających z nią sąsiadów. Jej statyczne działania wykorzystali Sowieci i wieczorem dywizja została otoczona przez ruchliwe konne oddziały wroga. Rano 24 lipca nastąpił odwrót do Radziwiłłowa. Straż tylną stanowił 49 pułk piechoty. Pod wsią Krupiec stoczył on zwycięską bitwę z oddziałem kozaków.
25 lipca pułk osiągnął Brody. Tutaj osamotniona dywizja broniła się przez cały dzień. Około 19.00, dowódca dywizji postanowił wyjść z okrążenia, przebijać się na południe do rejonu Oleska i kontynuować odwrót na Krasne – Busk.
Nim do tego doszło, około 22.00 bolszewicy uderzyli na Brody. Przez pół godziny spieszona kawaleria bezskutecznie szturmowała pozycje 18 DP. W walkach wyróżnił się kpr. Józef Wojtasik, który zauważywszy, że 5 kompania 49 pp „zachwiała się”, własnym przykładem poderwał ją do kontrataku i zmusił wroga do odwrotu. III/49 pp, zgrupowany na skraju miasta i przygotowany do otwarcia drogi XXXVI BP, poniósł dotkliwe straty. Zginął podchorąży Henryk Kolonista, a ranni zostali ppor. Wiktorowski i trzej nowo przybyli do pułku oficerowie.
Po odparciu nocnego natarcia kozaków, gen. Krajowski powrócił do realizacji swojego planu. 49 pp, wspierany ogniem 2 baterii 18 pap opanował most na szosie do Złoczowa i tym samym otworzył drogę wyjścia dla całej XXXVI Brygady Piechoty. Duże straty w szeregach Polaków spowodował nieprzyjacielski karabin maszynowy na taczance zabijając 8 szeregowych, raniąc 3 oficerów, w tym adiutanta brygady, por. Koperskiego i 40 szeregowych.
Rano 26 lipca dywizja zatrzymała się na odpoczynek w rejonie Podhorce – Olesko.
Od 26 do 30 lipca trwały zacięte walki w rejonie Busk – Toporów – Grabowo Łopatyń – Majdan Stary. W walkach od 22 do 30 lipca pułk stracił 245 oficerów i żołnierzy. Zdolnych do walki pozostało 380.
W nocy z 1 na 2 sierpnia pułk, wzmocniony słabym liczebnie batalionem 4 pułku strzelców podhalańskich, odprowadził na tyły transport 200 rannych i dwie baterie dział, dla których zabrakło już pocisków.
Gdy 3 sierpnia nastąpiło natarcie skrzydeł polskich 3 i 6 Armii, 49 pułk piechoty stanowiący praktycznie ekwiwalent batalionu, nadal brał udział w walkach. Walczył między innymi pod Brodami i Radziwiłłowem, tracąc 6 zabitych i kilkunastu rannych.
6 sierpnia pułk został wycofany z walk, a następnego dnia przewieziony transportem kolejowym z Brodów do Modlina.

### Walki pułku w bitwie warszawskiej nad Wkrą
Oddziały 18 DP przybywały transportami kolejowymi do Modlina od 9 do 13 sierpnia i zostały zakwaterowane w cytadeli twierdzy modlińskiej. Do Modlina przybywały też „marszówki”.
12 sierpnia dowódca 5 Armii gen. Władysław Sikorski rozkazem nr 202/III nakazał 18 DP skoncentrować się w rejonie Płońsk – Joniec i obsadzić odcinek Wkry od przeprawy pod Zawadami włącznie po Sochocin.
W ciągu nocy z 12 na 13 sierpnia oddziały ześrodkowały się na odpoczynek w rejonie Zawady – Sochocin. 13 sierpnia gros sił 18 DP znalazło się w Płońsku i okolicach, a 49 pułk piechoty ruszył nad Wkrę, gdzie obsadził linię rzeki na odcinku Gromadzyn – Kołaząb – Pruszków. Około 18.00 bolszewicy przekroczyli Wkrę na odcinku 49 i 144 pułków piechoty. Kontratak II/49 pp wyrzucił ich za rzekę.
Zacięte walki nad Wkrą trwały 14 i 15 sierpnia. Bolszewicy wielokrotnie atakowali pułk i kilkakrotnie forsowali rzekę, ale za każdym razem polskie kontrataki ponownie wyrzucały ich na drugi brzeg. W pewnym momencie bitwy, gdy zabrakło oficerów, dowództwo nad jedną z kompanii objął starszy szeregowy Marian Filkiewicz.
Późnym wieczorem 15 sierpnia pułk przekroczył rzekę i zajął Nowe Miasto. Rano 16 sierpnia otrzymał uzupełnienie – 400 żołnierzy z batalionu marszowego. W dniach 16–19 sierpnia, stale w walce z przeważającymi siłami nieprzyjaciela, powoli posuwał się do przodu, zajmując Szlubowo, Gąsocin, Sońsk, Sarnową Górę i Ciechanów.
20 sierpnia pułk w ramach dywizji dywizja ruszył na Mławę. Pod folwarkiem Szulmierz pułk przełamał zacięty opór oddziałów sowieckiej 33 Dywizji Strzelców i obsadził odcinek pomiędzy Mławą a Słupskiem, frontem na zachód (nie na wschód).
O świcie 22 sierpnia wojska sowieckie rozpoczęły natarcie. Masy bolszewickiej kawalerii i piechoty zalały polskie pozycje. Przed południem pięć kompanii 49 pp przestało praktycznie istnieć.
180 żołnierzy z por. Wadlewskim dostało się do niewoli.
Po bitwie nadeszły uzupełnienia z rozwiązanego 4 pułku pomorskiego i z własnej marszówki oraz 16 oficerów ze Śląska Cieszyńskiego. Wróciło też kilku oficerów pułku rannych na Wołyniu.
27 sierpnia pułk liczył już 40 oficerów i około 1000 szeregowych.

### Pułk w działaniach pościgowych
Po zakończeniu Bitwy Warszawskiej 49 pułk piechoty wziął udział w ofensywie polskiej 3 Armii nad Bugiem na Wołyniu i Polesiu.

Na początku września pułk został przewieziony transportami kolejowymi do Chełma. XXXVI BP zajęła rejon Parypse – Staw – Nowosiółki – Henrysin – Spas.
11 września Grupa gen. Krajowskiego ruszyła do natarcia. W tym dniu 49 pp zajął Wiszniów i Lubomi oraz w gwałtownej i ostrej walce wieś Ruda, bronioną przez oddziały sowieckie wspomagane pociągiem pancernym. Następnie ruszył na Maciejów, lecz zorientowawszy się, że na jego tyłach są Sowieci, zawrócił i w ponownej walce pod Rudą zmusił nieprzyjaciela do ucieczki. W tym czasie techniczna kompania pułku zajęła Maciejów.
Rankiem 13 września II i III batalion stoczył potyczkę pod Godowiczami. W tym czasie I batalion rozproszył tabory wroga.
14 września pułk bronił Kowla. W walkach wziął do niewoli ponad 200 jeńców i zdobył 6 karabinów maszynowych. Utracił 24 zabitych i kilkudziesięciu rannych.
Po bitwie pułk wyruszył, częściowo na samochodach, częściowo pieszo, na Łuck. Podczas przeprawy przez Stochód kolumna została zaatakowana przez dwa pociągi pancerne. Poniesiono straty w ludziach i w samochodach. W dalszej drodze pułk toczył potyczki o każdą miejscowość. Do Łucka dotarła 16 września.
Dalej z dywizją maszerował na Polesie do Pińska. Po 6 dniach marszu wzdłuż Styru, a potem Stochodu, pułk dotarł do Lubiąża.
Kontakt bojowy z Sowietami nawiązano dopiero 28 września. Walki nad Jasiołdą o utrzymanie Pińska trwały dwa dni. Następnie pułk, wspólnie ze 145 pp, sforsował 1 października rzekę i zdobył wieś Parachońsk, a na drugi dzień Łyniec.
Tutaj 49 pułk piechoty pozostawał do 11 października. W międzyczasie otrzymał uzupełnienie w sile 2 oficerów i 560 żołnierzy. Uzupełniony, przeprawił się 11 października przez Prypeć, zajął Łubieniec i ruszył na Turów. W Turowie odarł atak sowieckiej flotylli rzecznej. 17 października bataliony I i III przełamały silny opór wroga i zajęły Parerów.
Tutaj 18 września 1920 pułk został powiadomiony został o zawieszeniu broni. 3 listopada został wycofany do Dawidgródka. Przez kolejne 8 miesięcy pułk pozostawał na wschodniej granicy.
Rozkazem Ministra Spraw Wojskowych L. 8432 z 29 czerwca 1921 49 pułk piechoty wyszedł z podporządkowania 18 Dywizji Piechoty i wszedł w skład 11 Dywizji Piechoty. Znad granicy pułk przegrupował się do Kołomyi.
W rozkazie pożegnalnym gen. Franciszek Krajowski napisał:

We wszystkich... bojach staczanych częstokroć w najgorszych dla nas warunkach wystawia sobie 49 pułk piechoty świadectwo, że jest jednostką bojową, na którą zawsze można liczyć, która wykona choćby najtrudniejszy rozkaz, która nigdy nie zawiedzie. Dowodem wartości bojowej pułku niech będzie to, że posiada on w swoim łonie 27 kawalerów orderu „Virtuti Militari” i 120 odznaczonych „Krzyżem Walecznych”.

### Bilans walk
49 pułk piechoty w czasie walk na froncie bolszewickim zdobył między innymi kilka sowieckich chorągwi, 13 dział, 69 karabinów maszynowych, kilkaset koni, wiele materiału wojennego oraz wziął do niewoli ponad 1500 jeńców.
Lista poległych i zmarłych z ran obejmuje: 241 oficerów, podoficerów i szeregowych znanych z nazwiska, blisko 150 żołnierzy, których nazwisk nie ustalono, zaś bez wieści zaginęło 130; liczba rannych przekroczyła 1000 żołnierzy.

### Kawalerowie Virtuti Militari
Żołnierze pułku odznaczeni Krzyżem Srebrnym Orderu Wojskowego Virtuti Militari
1. kpr. Feliks Bąk
2. ppor. Feliks Cywiński
3. st. szer. Marian Filkiewicz
4. szer. Wawrzyniec Głodek †11 IV 1920 Borsukowce[34]
5. st. szer. Franciszek Gruszka
6. szer. Bolesław Kaczmarek
7. pchor. Walerian Kasprzykowski †22 VIII 1920 Szydłów[35]
8. kpt. Szymon Kocur
9. plut. Paweł Kubica †25 VII 1920 Brody[36]
10. kpr. Czesław Kwiatkowski
11. ppor. Marian Łabudziński
12. por. Michał Łapiński
13. kpr. Józef Mazur
14. kpt. Klemens Mościcki †30 VII 1920 Lwów[37]
15. kpt. Adam Nadachowski
16. plut. Józef Nycz †25 VIII 1920 Brody[38]
17. st. sierż. Franciszek Pietrzak
18. szer. Teofil Rozmus
19. kpt. Józef Rumszewicz †22 VIII 1920 Szydłów[39]
20. ppor. Julian Siedlecki
21. sierż. Adam Stawski
22. ppor. Antoni Wiktorowski
23. kpr. Józef Wojtasik
24. por. lek. Józef Woźniakowski
25. sierż. Antoni Zaworski
26. por. Jan Zdanowicz

## Pułk w okresie pokoju

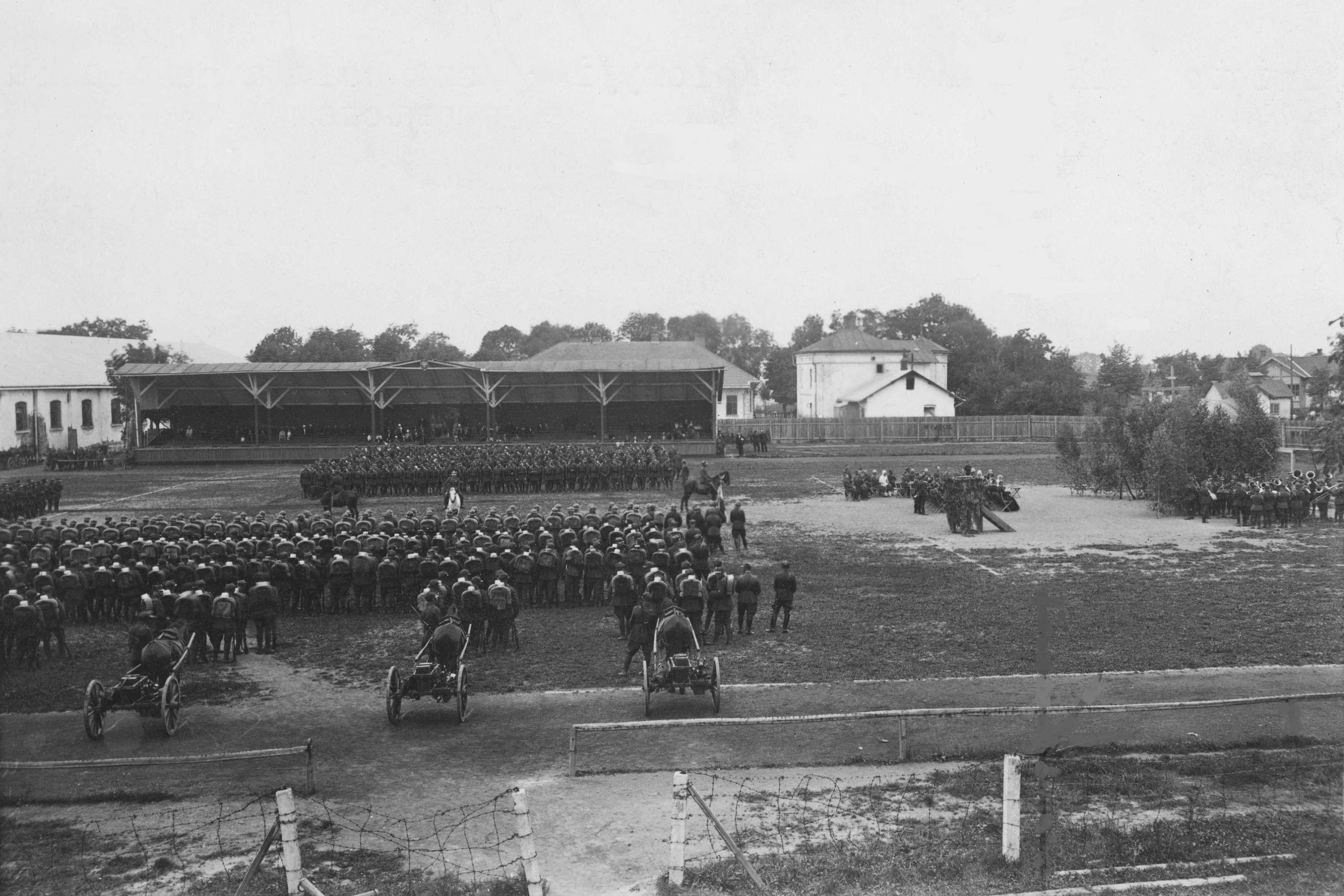
Święto 49 pułku piechoty w Kołomyi – msza polowa na stadionie; 1927

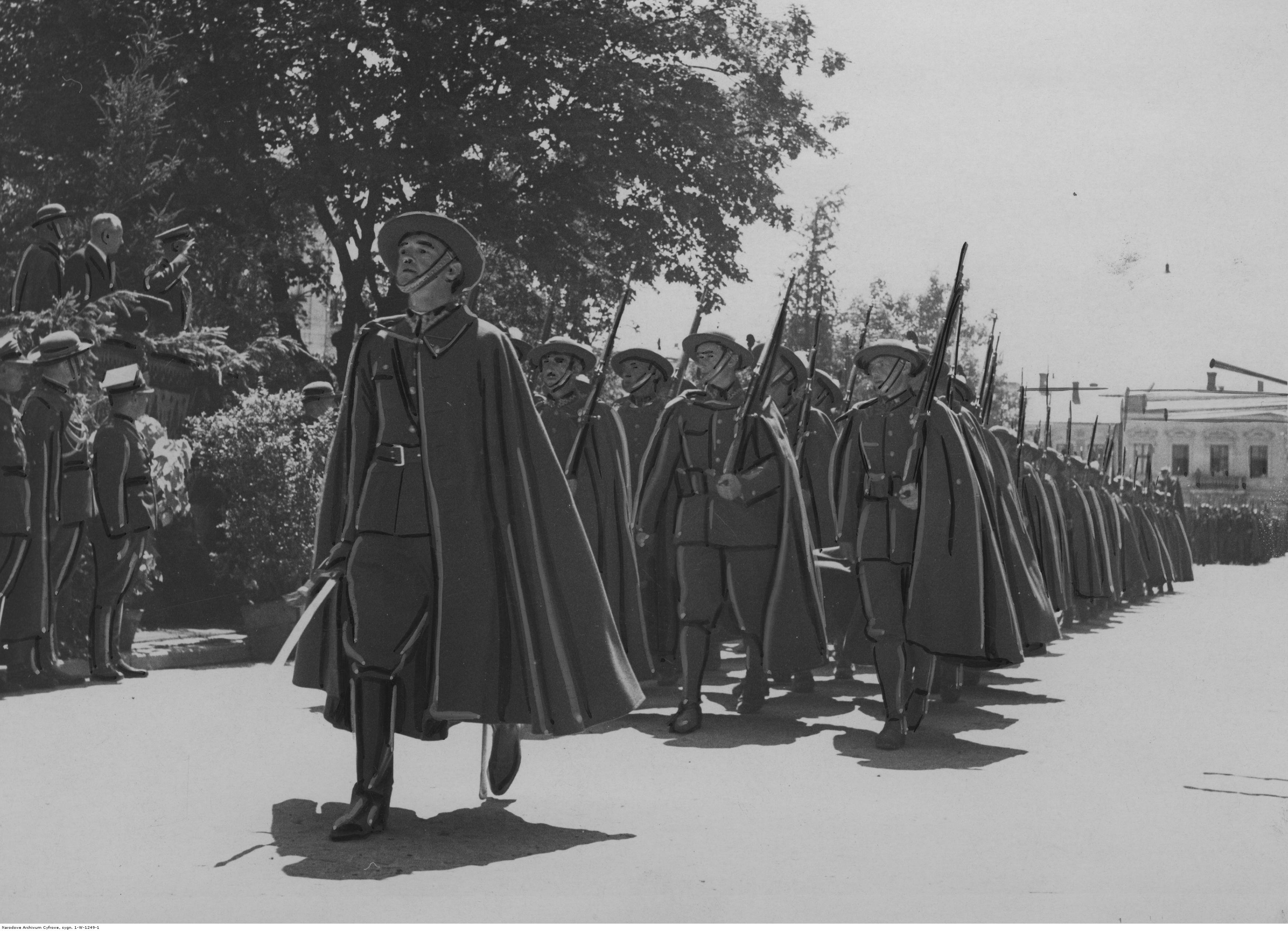
Święto 49 pułku piechoty w Kołomyi – oddział huculski podczas defilady; sierpień 1938 r.

W okresie międzywojennym 49 pułk piechoty stacjonował na terenie Okręgu Korpusu Nr VI w Kołomyi, wchodząc w skład 11 Dywizji Piechoty.
W niedzielę 12 lipca 1925 roku, w trakcie obchodów święta pułku, został poświęcony i oddany do użytku stadion sportowy. Przecięcia wstęgi dokonał dowódca Okręgu Korpusu Nr VI, generał dywizji Mieczysław Linde. Stadion został zbudowany dzięki staraniom dowódcy jednostki, pułkownika Bernarda Monda przez pluton pionierów pod dowództwem porucznika Schuberta. Stadion posiadał boisko sportowe z trybuną na 1000 miejsc, bieżnię o długości 400 metrów, tor szturmowy, tor szermierczy, rzutnię granatów, skocznie i plac do ćwiczeń gimnastycznych wolnych z przyrządami. W następnych latach stadion otrzymał imię Bernarda Monda.
19 maja 1927 roku minister spraw wojskowych marszałek Polski Józef Piłsudski ustalił i zatwierdził dzień 19 lipca, jako datę święta pułkowego. W 1938 roku sejmik powiatu kołomyjskiego podjął uchwałę w sprawie obchodów święta szlachty zagrodowej Pokucia w dniu święta 49 Huculskiego pułku strzelców.
Na podstawie rozkazu wykonawczego L.dz. 3900/, tj. Org. Departamentu Piechoty Ministerstwa Spraw Wojskowych z 10 października 1930 roku o wprowadzeniu w życie przepisu służbowego P.S. 10–50 – „Organizacja – Piechota na stopie pokojowej” 49 pułk piechoty zaliczony został do pułków piechoty typu I tzw. „normalnych”. W każdym roku otrzymywał około 610 rekrutów. Stan osobowy pułku wynosił 56 oficerów oraz 1500 podoficerów i szeregowców. W okresie zimowym posiadał batalion starszego rocznika, batalion szkolny i skadrowany, w okresie letnim zaś batalion starszego rocznika i dwa bataliony poborowych.
W pułku zorganizowano też specjalną kompanię dla opóźnionych, która szkoliła rekrutów dla potrzeb całego DOK. Żołnierze ci wcześniej z różnych przyczyn opóźnili swoje stawiennictwo w macierzystej jednostce.
9 stycznia 1931 roku kierownik Ministerstwa Spraw Wojskowych generał dywizji Daniel Konarzewski nadał nazwy koszarom 49 pułku piechoty w Kołomyi:
- koszarom gminnym przy Alei Wolności – „Koszary im. ks. Poniatowskiego”,
- koszarom państwowym przy ulicach Piłsudskiego, Alei Wolności i Szpitalnej – „Koszary im. Marszałka Piłsudskiego”[47].

12 kwietnia 1937 roku Minister Spraw Wojskowych nadał I batalionowi nazwę „huculski batalion Legionów Polskich”, na pamiątkę walk kompanii Hucułów pod dowództwem kapitana Edwarda Szerauca w Karpatach, w składzie Legionów Polskich.
4 marca 1938 roku Minister Spraw Wojskowych nadał jednostce nazwę „49 Huculski Pułk Strzelców” oraz „zarządził noszenie przez żołnierzy całego pułku kapelusza huculskiego”.
W tym samym miesiącu na stanowisko dowódcy pułku został wyznaczony podpułkownik Władysław Ziętkiewicz, a na stanowisko I zastępcy dowódcy podpułkownik dyplomowany Czesław Kopański. Ponieważ podpułkownik Ziętkiewicz został czasowo zatrzymany na dotychczasowej funkcji w Państwowym Urzędzie Wychowania Fizycznego i Przysposobienia Wojskowego w Warszawie, obowiązki dowódcy jednostki pełnił podpułkownik Kopański. W styczniu 1939 roku, w Warszawie, podpułkownik Kopański przekazał obowiązki dowódcy oddziału podpułkownikowi dyplomowanemu Karolowi Hodale. Wiosną 1939 roku pułk został jednostką administracyjną i mobilizującą dla I i II Huculskiego batalionu ON.
| Obsada personalna i struktura organizacyjna w marcu 1939    | Obsada personalna i struktura organizacyjna w marcu 1939 |
| ----------------------------------------------------------- | -------------------------------------------------------- |
| dowódca pułku                                               | ppłk dypl. Karol Hodała                                  |
| I zastępca dowódcy                                          | ppłk dypl. Czesław Henryk Kopański                       |
| adiutant                                                    | kpt. Wiesław Janusz Cygański                             |
| starszy lekarz                                              | kpt. lek. Piotr Frączak                                  |
| młodszy lekarz                                              | por. lek. Wacław Marian Krzyżewski                       |
| II zastępca dowódcy (kwatermistrz)                          | mjr Józef VI Sokołowski                                  |
| oficer mobilizacyjny                                        | kpt. adm. (piech.) Hieronim Oloś                         |
| zastępca oficera mobilizacyjnego                            | kpt. adm. (piech.) Aleksander Suchodolski                |
| oficer administracyjno-materiałowy                          | kpt. Mieczysław Edmund Baruszyński                       |
| oficer gospodarczy                                          | kpt. int. Ignacy Tomaszewski                             |
| oficer żywnościowy                                          | vacat                                                    |
| oficer taborowy                                             | kpt. tab. Witalis Karbaum                                |
| kapelmistrz                                                 | ppor. adm. Aleksander Sargalski                          |
| dowódca plutonu łączności                                   | por. Stanisław Jan Bystrzanowski                         |
| dowódca plutonu pionierów                                   | por. Zdzisław Jarosław Michowicz                         |
| dowódca plutonu artylerii piechoty                          | por. art. Władysław Bieliński                            |
| dowódca plutonu ppanc.                                      | por. Tadeusz Paczkowski                                  |
| dowódca oddziału zwiadu                                     | por. Kazimierz Marian Buryło                             |
| I batalion                                                  |                                                          |
| dowódca batalionu                                           | mjr Eugeniusz Robert Lityński                            |
| dowódca 1 kompanii                                          | por. Stanisław Mijakowski                                |
| dowódca plutonu                                             | ppor. Aleksander Florian Łukomski                        |
| dowódca plutonu                                             | ppor. Piotr Paweł Motylewicz                             |
| dowódca 2 kompanii                                          | kpt. Zdzisław Stadnicki                                  |
| dowódca plutonu                                             | ppor. Antoni Rólski                                      |
| dowódca 3 kompanii                                          | kpt. Piotr Osica                                         |
| dowódca plutonu                                             | por. Eugeniusz Marcin Otto Neuberg                       |
| dowódca plutonu                                             | ppor. Stanisław Waśko                                    |
| dowódca 1 kompanii km                                       | kpt. Marian Dominik Kozicki                              |
| dowódca plutonu                                             | por. Kazimierz Ferdynand Frydel                          |
| dowódca plutonu                                             | ppor. Kazimierz Kowarzyk                                 |
| II batalion                                                 |                                                          |
| dowódca batalionu                                           | mjr Michał Łapiński                                      |
| dowódca 4 kompanii                                          | kpt. Jan Alojzy Lewicki                                  |
| dowódca plutonu                                             | ppor. Tadeusz Budzyński                                  |
| dowódca 5 kompanii                                          | kpt. Julian Lisikiewicz                                  |
| dowódca plutonu                                             | ppor. Kazimierz Kręcicki                                 |
| dowódca 6 kompanii                                          | p.o. por. Tadeusz Józef Pawulski                         |
| dowódca plutonu                                             | ppor. Witold Karol Daszkiewicz                           |
| dowódca 2 kompanii km                                       | por. Franciszek Michał Słaby                             |
| dowódca plutonu                                             | por. Roman Franciszek Mazurek                            |
| dowódca plutonu                                             | ppor. Ernest Paweł Józef Wielgosz                        |
| III batalion                                                |                                                          |
| dowódca batalionu                                           | mjr Mieczysław Stecewicz                                 |
| dowódca 7 kompanii                                          | kpt. Jan Mieczysław Antonów                              |
| dowódca plutonu                                             | por. Dominik Dawidowicz                                  |
| dowódca 8 kompanii                                          | kpt. Julian Tadeusz Hanus                                |
| dowódca plutonu                                             | por. Edward Władysław Półchłopek                         |
| dowódca 9 kompanii                                          | por. Aleksander Włodzimierz Lewicki                      |
| dowódca plutonu                                             | ppor. Paweł Jan Jastrzębski                              |
| dowódca 3 kompanii km                                       | kpt. Marian Jakub Wiszniewski                            |
| dowódca plutonu                                             | ppor. Edmund Franciszek Szczot                           |
| na kursie                                                   | por. Franciszek Andrejczyk                               |
| odkomenderowany                                             | por. Tadeusz Paczkowski                                  |
| Dywizyjny Kurs Dla Podoficerów Nadterminowych 11 DP         |                                                          |
| dowódca                                                     | kpt. kontr. Michał Irali Kiknadze                        |
| dowódca plutonu                                             | por. Kazimierz Mieczysław Podgórski                      |
| dowódca plutonu                                             | ppor. Bolesław Tadeusz Franciszek Albiński               |
| 49 Obwód Przysposobienia Wojskowego „Kołomyja” (przy 49 pp) |                                                          |
| kmdt obwodowy PW                                            | mjr piech. Marian Karol Jasiński                         |
| kmdt powiatowy PW Kołomyja                                  | kpt. piech. Stanisław Jaworski                           |
| kmdt powiatowy PW Kosów Pokucki                             | ppor. kontr. piech. Mieczysław Juny                      |
| kmdt powiatowy PW Śniatyń                                   | por. kontr. piech. Józef Petertill                       |
| kmdt powiatowy PW Nadworna                                  | por. kontr. piech. Gustaw Trzaska                        |
| kmdt powiatowy PW Horodenka                                 | kpt. piech. Kazimierz Ludwik Jarmuła                     |

## 49 pp w kampanii wrześniowej

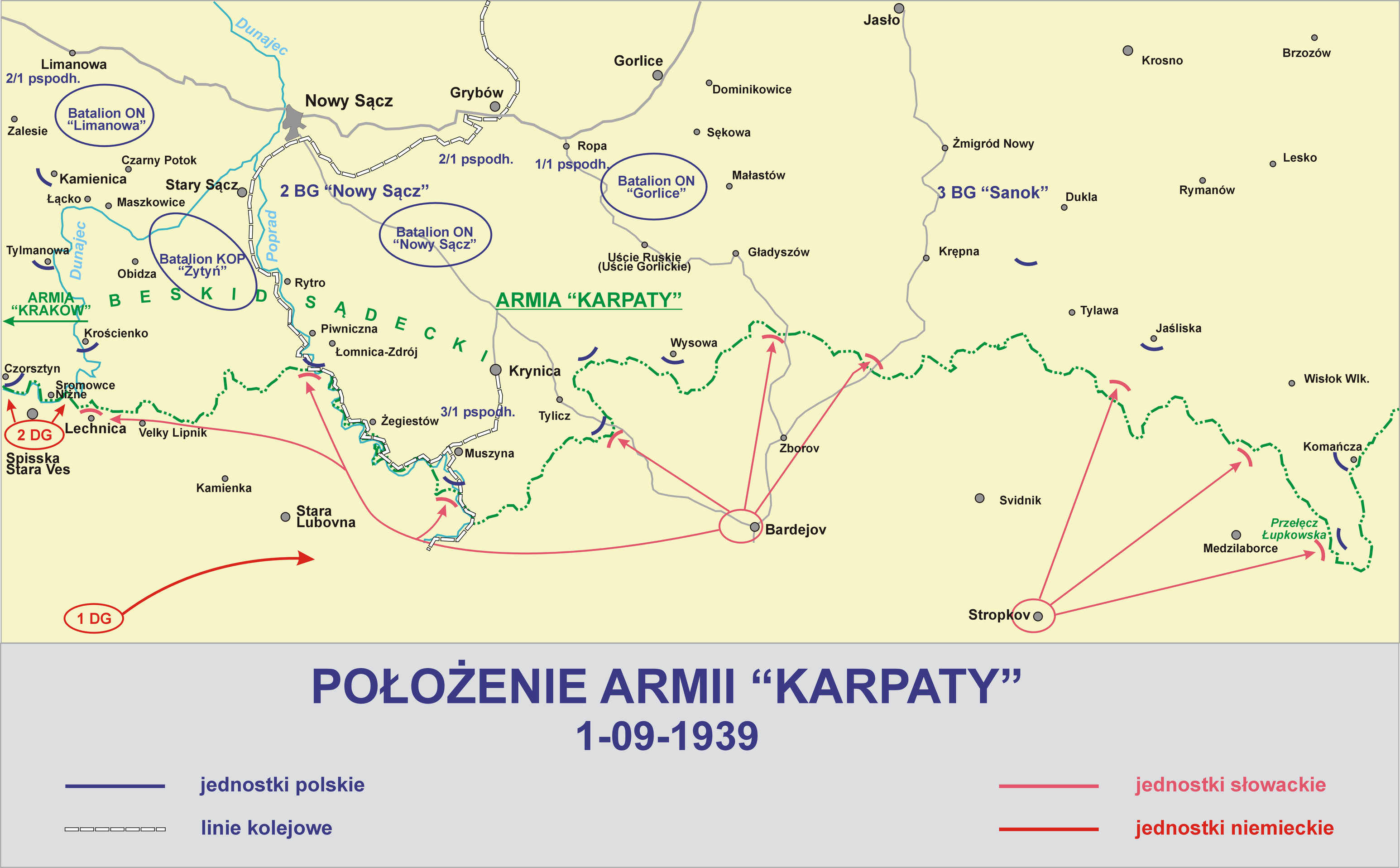

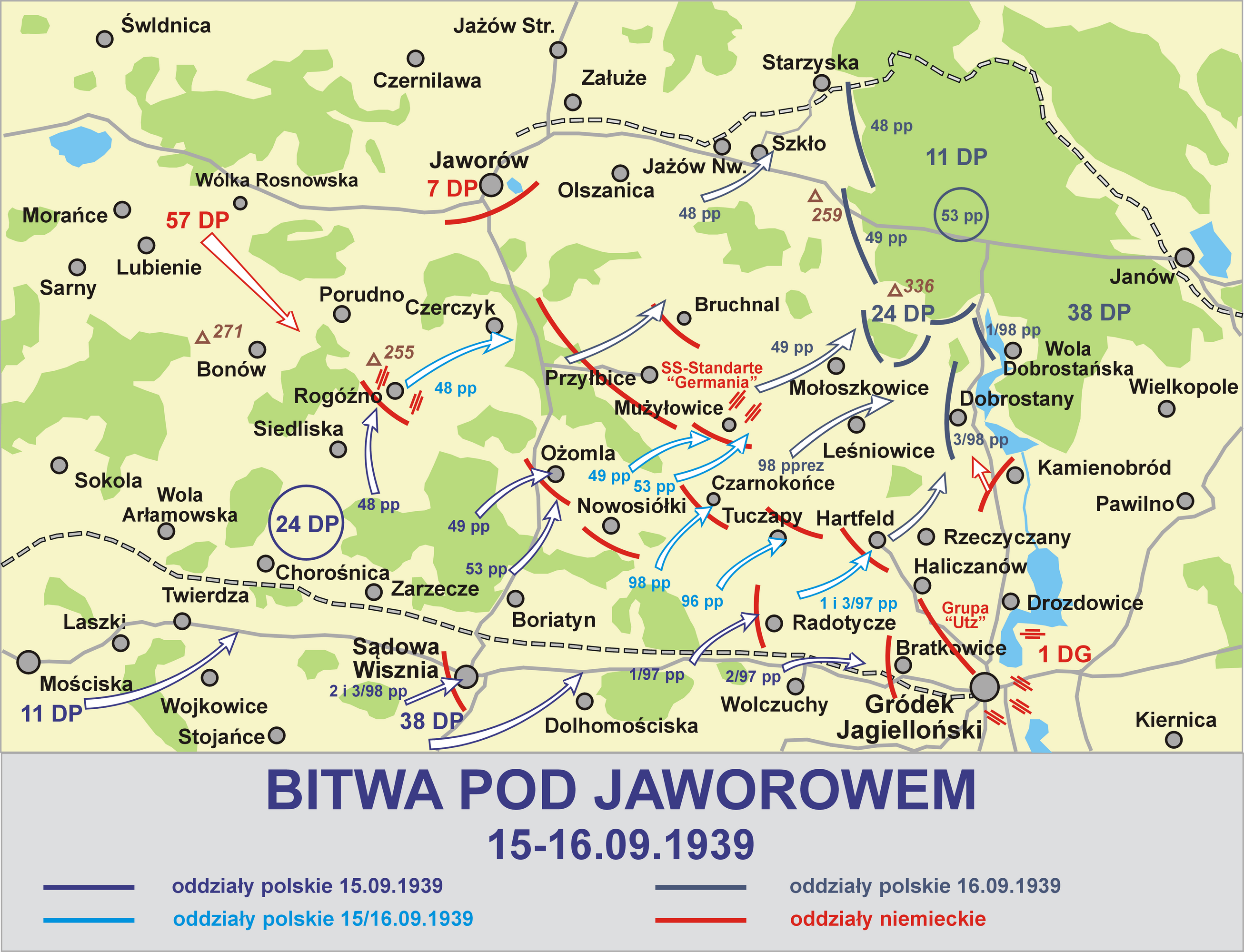

### Mobilizacja
49 pułk piechoty mobilizował się w mobilizacji mieszanej w garnizonie Kołomyja. W ramach mobilizacji alarmowej w grupie czerwonej w koszarach pułku w Kołomyji 25 sierpnia zostały zmobilizowane:
- II batalion 49 pp, w czasie A+18,
- kompania przeciwpancerna 49 pp, typ I, w czasie A+18,
- stacja radiotelegraficzna typ III nr 7, w czasie A+24.

Pozostała część 49 Huculskiego pułk strzelców została zmobilizowana w I rzucie mobilizacji powszechnej w dniach od 31 sierpnia do dnia 2 września. Ponadto w koszarach pułku sformowano w ramach I rzutu mobilizacji powszechnej do 5 dnia jej trwania:
- kompanię kolarzy nr 62,
- kolumną taborową parokonną nr 610.

Dla 11 Karpackiej Dywizji Piechoty.
Ponadto do 6 dnia mobilizacji zmobilizowano:
- batalion marszowy 49 pp[54],
- uzupełnienie marszowe kompanii kolarzy nr 62[55].

### Działania bojowe

#### Walki II batalionu 49 hps
II batalion pułku został przetransportowany w okresie 2–4 września 1939 r. w rejon zamierzonej koncentracji dywizji na południe od Bochni w rejonie Wiśnicza. Batalion ten wraz z dwoma innymi batalionami i dwoma bateriami artylerii lekkiej pozostałych pułków 11 KDP wszedł w skład Grupy Operacyjnej „Boruta”, z nią dzieląc dalsze działania bojowe i jej losy. Z uwagi na zmianę podległości 11 Karpackiej DP z Armii „Kraków” do  Armii „Karpaty”, II/49 hps przydzielony był do 21 Dywizji Piechoty Górskiej. W jej składzie wycofywał się przez Bogumiłowice, Brzeźnicę do Bobrownik w trakcie tego stoczył w dniu 7 września walkę z niemieckim podjazdem pancernym, niszcząc 3 pojazdy pancerne. Następnie prowadził natarcie mające na celu wyparcie wojsk niemieckich z Tarnowa. Po walkach o Tarnów nocą 7/8 września batalion podzielił się i maszerował w dwóch grupach pod dowództwem mjr Łapińskiego na Dąbrowę Tarnowską i drugą kpt. J. Lewickiego na Radomyśl Wielki. Grupa kpt. Lewickiego broniła Radomyśla 8 września, a następnie po jego śmierci częściowo przebiła się do Mielca, częściowo wzięła udział w obronie Kolbuszowej 9 września. Część II/49 hps mjr Łapińskiego walczyła w Grupie „Stalowa Wola” ppłk. Trzebuni 17 września pod Turobinem. 

#### Walki od Wisłoki do Sanu
3 i 4 września 49 hps bez II batalionu został przetransportowany w kierunku zachodnim osiągając rejon Pilzna na północ od Jasła. Na rozkaz dowódcy dywizji pułk obsadził wzgórza Podzamcze i wzgórze Kłodawa w rejonie Kołaczyc, bronił pozycji na linii Wisłoki, Wisłoka oraz Sanu. Z uwagi na rozbicie 24 Dywizji Piechoty 7/8 września pułk w godzinach nocnych rozpoczął odwrót w kierunku Baryczy. 9 września rano strzelcy huculscy zajęli swój odcinek obrony, w godzinach popołudniowych kompania odwodowa pułku oraz kompania zwiadu stoczyła dwie walki z elementami niemieckiego 9 pułku rozpoznawczego 4 Dywizji Lekkiej niszcząc kilka samochodów pancernych i rozgramiając motocyklistów. 10 września w miejscowości Błażowa wchodzący w skład pułku pluton pod dowództwem ppor. Edmunda Szczota w zasadzce napadł na kolumnę samochodów eliminując z niej 11 członków sztabu niemieckiego oraz zdobywając na nieprzyjacielu rozkazy i ważne plany działania.
Wobec zaistniałej sytuacji 10 września wieczorem pułk rozpoczął dalszy odwrót po trasie Bachórz, Babice, Krzywcza osiągając rejon nocą 12/13 września. Strzelcy huculscy zostali umieszczeni w odwodzie dywizji w rejonie Reczpola. Z uwagi na oskrzydlenie dywizji przez niemieckie jednostki szybkie nastąpił dalszy odwrót 11 KDP, pułk maszerował w straży przedniej dywizji nocą 13/14 września III batalion ze wsparciem plutonu artylerii piechoty nocnym natarciem zdobył wieś Łetownię i otworzył drogę dla dywizji do Przemyśla, który osiągnął przed północą. 

#### Od Sądowej Wiszni do Lwowa
Dalszy marsz pułk prowadził w kierunku Mościsk, stąd po odpoczynku maszerował do Sądowej Wiszni docierając w do niej godzinach rannych 15 września, w drodze pododdziały pułku były bombardowane i ostrzeliwane przez lotnictwo wroga. 15 września o godz. 18 49 hps został wyznaczony do I rzutu natarcia: I batalion miał nacierać na Ożomlę, III batalion na Nowosiółki, a dalej na wieś Mużyłowice Narodowe, wsparcie pułku zapewniały dywizjony III/11 pułku artylerii lekkiej i 11 dywizjon artylerii ciężkiej. W I fazie natarcia w walce na bagnety i granaty strzelcy huculscy zdobyli wsie Szumlaki, Ożomlę, Mogiłę, a później Mogiłę. W zdobytych wsiach zdobyto pojazdy, zaopatrzenie, amunicję. O godz.21.00 pułk nocnym natarciem zaatakował Mużyłowice Narodowe niszcząc kolumnę pojazdów i uzbrojenie oraz rozbijając III batalion SS-Standarte Germania oraz zadając straty sztabowi i jednostkom pułkowym SS-Germanii. Pułk wraz z całością dywizji po zwycięskim natarciu przeszedł do Lasów Janowskich, tam na ich skraju przeszedł do obrony obsadzając odcinek szosa Szkło-Janów-wzg. 299-Stenie. Ze wsparciem III/11 pal w dniach 16–17 września prowadził pułk działania obronne. Po czym wraz z dywizją oderwał się od nieprzyjaciela i forsownymi marszami w dniach 18–19 września dotarł do rejonu Brzuchowic. Z resztek pułku utworzono 400 osobowy batalion zbiorczy, który przeprowadził 19 września o godz.12.30 natarcie mające na celu dotarcie do Lwowa. Po dotarciu do Hołoska, natarcie ponowiono o północy 19/20 września, ostatecznie pułk w trakcie ponawianych natarć i walk 20 września przebił się do Lwowa, w sile 102 żołnierzy 49 huculskiego pułku strzelców, wraz z rannym dowódcą pułku i mjr Lityńskim dowódcą batalionu zbiorczego pułku. Pułk SS-Germania został pokonany i rozbity w ciągu niecałej pół godziny. Po dotarciu resztek pułku do Lwowa wraz z załogą miasta skapitulował przed Armią Czerwoną. Za kampanię wrześniową 1939 pułk został odznaczony Krzyżem Srebrnym Orderu Virtuti Militari nr 13277.

### Jednostki tworzone z kadr 49 hps

#### Batalion marszowy 49 hps
Batalion marszowy pod dowództwem mjr. Józefa Sokołowskiego, potem kpt. Zygmunta Czechowskiego, od 15 września po dozbrojeniu wszedł w skład improwizowanego 1 pp „Szeląg” ppłk Józefa Szeląga w Grupie „Stryj” gen. Stefana Dembińskiego jako II batalion tego pułku.

#### Nadwyżki mobilizacyjne 49 hps w składzie OZ 11 DP
W Ośrodku Zapasowym 11 KDP w oparciu o kadrę i rezerwistów 49 huculskiego pułku strzelców utworzono I batalion piechoty pod dowództwem kpt. Michała Irakli Kinkadze i II batalion kpt. Kazimierza Jarmuły. Od 15 września po dozbrojeniu I batalion kpt. Kinkadze wszedł w skład improwizowanego 3 pp „Welz” mjr. Władysława Welza, Grupy „Stryj” jako III batalion tego pułku. II batalion kpt. Jarmuły wszedł w skład 2 pp „Brąglewicz” ppłk. Tadeusza Brąglewicza Grupy „Stryj” jako jego I batalion. Bataliony wchodzące w skład Grupy „Stryj” organizowały obronę tzw. „Przedmościa Rumuńskiego”, zwalczały dywersję ukraińską. Od 16 do 19 września toczyły walki z niemieckimi oddziałami 5. DPanc. i 57 DP w rejonie Stryja, Drohobycza i nad rzeką Stryj. W dniach 20 i 21 września bataliony w ramach swoich pułków przekroczyły granicę polsko-węgierską i zostały internowane. Część żołnierzy zawróciła nie chcąc opuszczać kraju.
| Struktura organizacyjna i obsada personalna we wrześniu 1939 | Struktura organizacyjna i obsada personalna we wrześniu 1939 |
| ------------------------------------------------------------ | ------------------------------------------------------------ |
| Dowództwo                                                    |                                                              |
| dowódca pułku                                                | ppłk dypl. Karol Hodała                                      |
| I adiutant                                                   | kpt. Wiesław Cygański                                        |
| II adiutant                                                  | por. rez. Lazur                                              |
| oficer informacyjny                                          | NN                                                           |
| oficer łączności                                             | por. Stanisław Bystrzanowski                                 |
| oficer łączności                                             | ppor. Aleksander Derulski                                    |
| kwatermistrz                                                 | kpt. Stanisław Jaworski                                      |
| oficer płatnik                                               | kpt. Ignacy Tomaszewski                                      |
| oficer żywnościowy                                           | NN                                                           |
| naczelny lekarz                                              | kpt. lek. Piotr Frączek                                      |
| kapelan                                                      | kpt. rez. ks. Wojciech Kośmider                              |
| dowódca kompanii gospodarczej                                | kpt. Witalis Karnbaum                                        |
| I batalion                                                   |                                                              |
| dowódca I batalionu                                          | mjr Eugeniusz Lityński                                       |
| adiutant batalionu                                           | ppor. Edmund Szczot                                          |
| dowódca 1 kompanii strzeleckiej                              | por. Franciszek Andrejczyk                                   |
| dowódca 2 kompanii strzeleckiej                              | por. Stanisław Mijakowski                                    |
| dowódca 3 kompanii strzeleckiej                              | kpt. Piotr Osica                                             |
| dowódca 1 kompanii ckm                                       | kpt. Marian Dominik Kozicki (19 IX ranny)                    |
| II batalion                                                  |                                                              |
| dowódca II batalionu                                         | mjr Michał Łapiński                                          |
| adiutant batalionu                                           | ppor. rez. Stanisław Leś                                     |
| dowódca 4 kompanii strzeleckiej                              | kpt. Jan Lewicki                                             |
| dowódca 5 kompanii strzeleckiej                              | por. Kazimierz Frydel                                        |
| dowódca 6 kompanii strzeleckiej                              | por. Eugeniusz Neuberg                                       |
| dowódca 2 kompanii ckm                                       | por. Tadeusz Pawulski                                        |
| III batalion                                                 |                                                              |
| dowódca III batalionu                                        | mjr Mieczysław Stecewicz                                     |
| dowódca 7 kompanii strzeleckiej                              | kpt. Mieczysław Antonów                                      |
| dowódca 8 kompanii strzeleckiej                              | por. rez. Ignacy Szwejkowski                                 |
| dowódca 9 kompanii strzeleckiej                              | por. Włodzimierz Lewicki                                     |
| dowódca 3 kompanii ckm                                       | kpt. Marian Wiszniewski                                      |
| Pododdziały specjalne                                        |                                                              |
| dowódca kompanii przeciwpancernej                            | por. Tadeusz Paczkowski                                      |
| dowódca kompanii przeciwpancernej                            | por. Dominik Dawidowicz                                      |
| dowódca plutonu artylerii piechoty                           | por. Władysław Biliński                                      |
| dowódca plutonu łączności                                    | NN                                                           |
| dowódca kompanii zwiadowców                                  | por. Kazimierz Buryło                                        |
| dowódca plutonu pionierów                                    | por. Zdzisław Michowicz                                      |
| dowódca plutonu przeciwgazowego                              | NN                                                           |

## Symbole pułkowe
Sztandar
18 września 1922 roku w Kołomyi marszałek Polski Józef Piłsudski wręczył pułkowi chorągiew ufundowaną przez obywateli miasta Kołomyi i Pokucia. Dotychczasowe chorągwie, pierwsza ufundowana dla pułku przez Komitet Narodowy Polski i druga ofiarowana batalionowi zapasowemu pułku przez obywateli miasta Liska, zostały przekazane do Muzeum Wojska w Warszawie. Od 28 stycznia 1938 roku chorągiew pułkowa zaczęła być oficjalnie nazywana sztandarem.
Odznaka pamiątkowa
8 listopada 1928 roku Minister Spraw Wojskowych, Marszałek Polski Józef Piłsudski zatwierdził wzór i regulamin odznaki pamiątkowej 49 pp. Odznaka o wymiarach 39x39 mm ma kształt krzyża. Na górnym ramieniu, emaliowanym żłobkowo na czerwono, nałożona miniatura orła wojskowego, na bocznych ramionach pokrytych białą emalią wpisano nazwy pól bitewnych z roku 1920 „CHORUPAŃ” i „MŁAWA”, na dolnym pokrytym niebiesko biało czerwoną emalią – miniatura odznaki 18 DP. Środek odznaki stanowi okrągła tarcza w otoku wieńca laurowego pokryta granatową emalią, na której wpisano numer „49”. Pola między ramionami wypełniają złote promienie. Odznaka oficerska – trzyczęściowa, wykonana w srebrze, na rewersie numerowana. Wykonawcą odznaki był Wiktor Gontarczyk z Warszawy.
Emblemat
20 lutego 1937 roku Minister Spraw Wojskowych generał dywizji Tadeusz Kasprzycki nadał 11 Dywizji Piechoty nazwę „11 Karpacka Dywizja Piechoty” oraz ustalił dla żołnierzy tej dywizji emblemat przedstawiający dwa liście dębowe z gałązką limby, przytrzymane krzyżem huculskim. Minister zezwolił na noszenie emblematów od chwili ogłoszenia rozkazu, natomiast zobowiązał do ich noszenia od 1 stycznia 1938 roku. Emblematy był noszone na kołnierzach (łapkach) kurtek i płaszczy (peleryn). Dla oficerów i chorążych emblematy były wykonane z białego metalu oksydowanego na stare srebro, natomiast dla pozostałych podoficerów i szeregowców były wytłaczane z białego matowanego metalu (blachy). Minister zezwolił podoficerom zawodowym na noszenie przy ubiorze pozasłużbowym emblematów wykonanych, jak dla oficerów.
Specjalne części umundurowania
12 kwietnia 1937 roku Minister Spraw Wojskowych generał dywizji Tadeusz Kasprzycki wprowadził „specjalne części umundurowania” dla żołnierzy 11 Karpackiej Dywizji Piechoty w postaci pióra do czapki – rogatywki garnizonowej i peleryny typu podhalańskiego, a dla żołnierzy huculskiego batalionu Legionów Polskich dodatkowo – kapelusza huculskiego.
4 marca 1938 roku Minister Spraw Wojskowych nadał jednostce nazwę „49 Huculski Pułk Strzelców” oraz „zarządził noszenie przez żołnierzy całego pułku kapelusza huculskiego”.

## Huculscy strzelcy

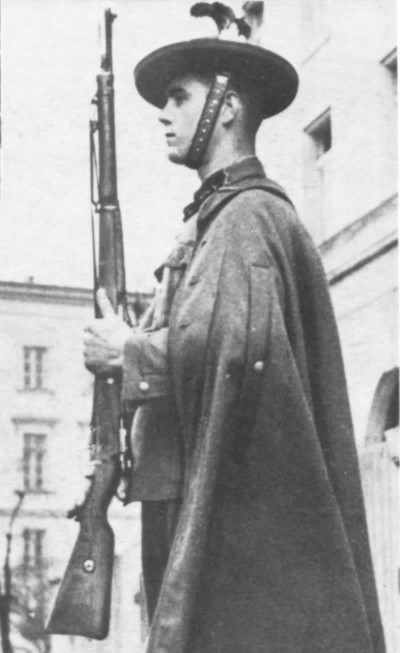
Strzelec 49 pułku w 1938 roku

### Dowództwo pułku
Dowódcy pułku
- płk franc. Thiery (22 V – 31 VIII 1919)
- mjr Antoni Bartmański (1 IX 1919 – VI 1920)
- kpt. Adam Nadachowski (VI – 10 VII 1920) → ranny pod Zahorcami[71]
- ppłk Karol Franciszek Staszkiewicz (10–12 VII 1920)
- kpt. Adam Nadachowski (13 VII – 20 VIII 1920)
- kpt. Szymon Kocur (20–25 VIII 1920)
- ppłk Kazimierz Łubieński (25–31 VIII 1920)
- mjr Baltazar Cezary Niepokojczycki (od 1 IX 1920)
- płk piech. Bernard Mond (1921 – 17 III 1927 → dowódca piechoty dywizyjnej 6 DP)
- ppłk / płk SG Maksymilian Milan-Kamski (17 III 1927 – 27 IV 1929 → komendant SPPiech.[72])
- płk piech. Kazimierz Rybicki (6 VII 1929[73] – VI 1930 → członek OTO[74])
- ppłk / płk dypl. piech. Zygmunt Grabowski (18 VI 1930[75] – 1938 → szef sztabu DOK X)
- ppłk piech. Władysław Ziętkiewicz (III – XII 1938 → dowódca 1 pułku KOP „Karpaty”)
- ppłk dypl. Czesław Kopański (p.o. III 1938 – 1 I 1939 → słuchacz kursu doskonalącego w WSWoj.)
- mjr piech. Eugeniusz Lityński (p.o. 2 I 1939 – 1 IV 1939)
- ppłk dypl. Karol Hodała (2 IV – IX 1939)

Zastępcy dowódcy pułku
- ppłk piech. Władysław Koczorowski (VII 1922[77][78] – X 1926 → zastępca dowódcy 68 pp[79])
- ppłk piech. Feliks Markowski[f] (X 1926 – II 1927 → urlopowany)
- ppłk SG Eugeniusz Pieczonka (do 31 X 1927 → dyspozycja dowódcy OK VI[87])
- ppłk piech. Tadeusz Wiktor Czechowicz (31 X 1927[88][89] – 5 XI 1928 → praktyka poborowa w PKU Kołomyja II[90][g])
- ppłk dypl. piech. dr Stanisław Krzysik (12 III 1929[91] – † 1 II 1930)
- ppłk piech. Franciszek Matuszczak (IV 1930[92] – VII 1935 → dowódca 18 pp[93])
- ppłk dypl. piech. Kazimierz Ryziński (21 VIII 1935[93] – III 1938 → p.o. szefa WINO)
- ppłk dypl. piech. Czesław Kopański (III 1938 – I 1939)
- ppłk piech. Józef Szeląg (- 1939)
- ppłk dypl. piech. Franciszek Tomczuk (24 VIII – 31 VIII 1939 → szef Oddziału II Sztabu GO gen. Kruszewskiego[94])

II zastępcy dowódcy pułku – kwatermistrzowie
- mjr Józef VI Sokołowski

### Żołnierze pułku – ofiary zbrodni katyńskiej
Biogramy ofiar zbrodni katyńskiej znajdują się między innymi w bazach udostępnionych przez Ministerstwo Kultury i Dziedzictwa Narodowego oraz Muzeum Katyńskie.
| Nazwisko i imię                      | stopień       | zawód             | miejsce pracy przed mobilizacją    | zamordowany |
| ------------------------------------ | ------------- | ----------------- | ---------------------------------- | ----------- |
| Albiński Bolesław Tadeusz Franciszek | podporucznik  | żołnierz zawodowy | dca pl kursu dla podoficerów 11 DP | Charków     |
| Bielecki Władysław                   | por. rez.     | nauczyciel        | gimnazjum w Śniatynie              | ULK         |
| Buryło Kazimierz                     | porucznik     | żołnierz zawodowy | dowódca oddziału zwiadu 49 pp      | Charków     |
| Bystrzanowski Stanisław              | porucznik     | żołnierz zawodowy | dowódca plutonu łączności 49 pp    | ULK         |
| Delanowski Kazimierz                 | ppor. rez.    | nauczyciel        | kier. szkoły w Grzymałowie         | ULK         |
| Harmacki Włodzimierz                 | ppor. rez.    | nauczyciel        | szkoła w Jaworówce                 | Katyń       |
| Hodała Karol                         | ppłk dypl.    | żołnierz zawodowy | dowódca 49 pp                      | Charków     |
| Koryzma Marian                       | ppor. rez.    |                   | instruktor PW                      | Charków     |
| Lityński Eugeniusz                   | major         | żołnierz zawodowy | dowódca I/49 pp                    | Charków     |
| Luzar Teofil Dionizy                 | ppor. rez.    | prawnik           | kustosz muzeum                     | Charków     |
| Makłowicz Walerian                   | ppor. rez.    |                   |                                    | Charków     |
| Michowicz Zdzisław                   | porucznik     | żołnierz zawodowy | dowódca plutonu pionierów          | Charków     |
| Mitro Tadeusz                        | ppor. rez.    | prawnik           | aplikant sądowy                    | Katyń       |
| Półchłopek Edward                    | porucznik     | żołnierz zawodowy | dowódca plutonu 8/49 pp            | Charków     |
| Salewicz Kazimierz                   | mjr. rez.     | sędzia            | Sąd Okręgowy w Kołomyi             | ULK         |
| Sargalski Aleksander                 | porucznik     | żołnierz zawodowy | kapelmistrz 49 pp                  | Charków     |
| Słaby Franciszek                     | porucznik     | żołnierz zawodowy |                                    | Charków     |
| Ślusarczuk Emilian                   | mjr w st. sp. |                   | właściciel maj. Werbiąż            | ULK         |
| Wanic Józef                          | ppor. rez.    | komornik sądowy   |                                    | ULK         |
| Urbaniak Stefan                      | ppor. rez.    | urzędnik          | Starostwo w Tłumaczu               | Katyń       |
| Wiszniewski Marian                   | kapitan       | żołnierz zawodowy | dowódca 3 kkm/49 pp                | Charków     |
| Ziemiański Ignacy                    | ppor. rez.    | absolwent SGH     |                                    | Katyń       |